# Edoide Sprachen
Die edoiden Sprachen (oder kurz das Edoid) bilden eine Untereinheit des West-Benue-Kongo, eines Zweiges der Benue-Kongo-Sprachen, die ihrerseits zum Niger-Kongo gehören.
Die rund 25 edoiden Sprachen sind mit dem namensgebenden Edo (Bini) relativ eng verwandt; sie werden von etwa drei Millionen Menschen in Zentral- und Süd-Nigeria gesprochen.

## Position des Edoid innerhalb des Niger-Kongo
- Niger-Kongo
  - Volta-Kongo
    - Süd-Volta-Kongo
      - Benue-Kongo
        - West-Benue-Kongo
          - Edoid

## Interne Klassifikation
- Edoid
  - Delta: Engenni (20 Tsd.), Epie (12 Tsd.), Degema (10 Tsd.)
  - Südwest: Urhobo (550 Tsd.), Isoko (320 Tsd.), Okpe (10 Tsd.), Uvbie (5 Tsd.), Eruwa
  - Nord-Zentral
    - Edo-Esan-Ora: Edo (Bini) (1 Mio.), Esan (200 Tsd.), Emai-Iuleha-Ora (100 Tsd.)
    - Yekhee-Ghotuo: Yekhee (275 Tsd.), Ghotuo (10 Tsd.), Uneme (5 Tsd.), Ivbie-Okpela-Arhe (20 Tsd.),
Ikpeshi (2 Tsd.), Ososo (5 Tsd.), Sasaru-Enwan-Igwe (4 Tsd.)

  - Nordwest
    - Osse: Iyayu (10 Tsd.), Uhami (5 Tsd.), Ukue (6 Tsd.), Ehueun (5 Tsd.)
    - Okpamheri: Okpamheri (30 Tsd.), Okpe-Idesa-Akuku, Oloma
    - Aduge: Aduge (2 Tsd.)